# Vilájet
Vilájet (někdy také vilájat, arabsky ولاية-wilájat, persky ولایت v osmanské turečtině wilájet a moderní turečtině vilâyet) je označení pro administrativní jednotku obvykle překládané jako provincie, v souvislosti s Osmanskou říší česky zpravidla jako pašalik, řidč. pašalík, zast. pašalikát, jemuž vládl paša. 
Výraz pochází z arabského kořene w-l-y – vládnout. Wálí je tedy „vládce“ (tento titul se dosud užívá například v Alžíru jako označení pro guvernéra) a wilája znamená „to, čemu je vládnuto“. Po kalifátu to bylo jedno ze základních samosprávných území.

## Moderní užití
Jako označení pro provincii se používá ve státech severní Afriky a Blízkého východu (Alžírsko, Maroko, Mauritánie, Keňa, Tunisko, Omán a Súdán), státech na území bývalé Osmanské říše a střední Asie (Afghánistán, Tádžikistán, Turkmenistán, Uzbekistán), Malajsii a Indonésii.

## Osmanská říše
Vilájet (na Balkáně též beglerbegluk, ejálet nebo pašaluk) byla nejvyšší územně správní jednotka Osmanské říše. Během její existence jich existovalo mezi 36 a 20, v závislosti na výbojích impéria. (Východo)Rumélijský a Anatolský vilájet byly řízeny přímo z hlavního města Istanbulu, ostatní spravoval guvernér (valí, tj. wálí). Tyto provincie se dělily na několik liv či sandžaků (tento název se používá ještě dnes jako místopisný název regionu na pomezí Černé Hory a jihozápadního Srbska). Od roku 1861 existoval také autonomní Libanonský vijálet, jehož cílem bylo zajistit autonomii libanonským maronitským křesťanům. 

## Přenesené významy
Výraz pašaluk se v počeštěné podobě pašalik, pašalík dostal i do české hovorové mluvy, kdy se jím označuje buď nějaký menší územní celek nebo i jen víceméně neurčitá oblast správy (správní oblast), kterou spravuje (obhospodařuje) jeden konkrétní člověk (nebo i jen úzce vymezená skupina lidí). Slovo se dnes používá zpravidla v mírně pejorativním kontextu.
V češtině se slovem „pašalík“ označuje funkce přidělená z protekce či „za odměnu“, a pro nositele té funkce je především zdrojem bezpracných příjmů – v podobném významu, jako se používá slovo „trafika“, nebo je-li nějaká působnost státní správy „pronajata“ soukromému subjektu na zisk – zde má vliv i podobnost se slovem pacht, propachtovat.